# 城西 (松本市)
城西（じょうせい）は長野県松本市の国宝松本城の西側にある町名。現行行政地名は城西1丁目及び城西2丁目。住居表示実施済み郵便番号は390-0875。

## 概要
松本税務署、松本市小児科･内科夜間急病センター 、松本市医師会館、丸の内消防署、城西病院がある。国宝松本城の西側に位置するため、観光客用の駐車場なども多い。1丁目（こまくさ道路の西側）は住宅が中心。2丁目（こまくさ道路の東側）は公共施設や観光用の駐車場、住宅が混在している。
中央に大門沢川が通っている。また、1丁目と2丁目の境界上に渋滞の多いこまくさ道路が、大手との境に内環状北線が、2丁目に西堀通りが通っている。内環状北線は計画･建設中の内環状線の一部で、平成12年に北松本駅の立体交差化と同時に整備された（2丁目の部分は遅れて開通）。整備される以前は渋滞が起こり狭く通りにくい道だったが、整備されて以降は4車線となり市内の渋滞緩和に一役買っている。
江戸時代は城下の足軽町の一部をなしていた2丁目には家が軒を連ねていたが、1丁目は田畑や野原が広がっていた。俗地名として巴町、土井尻町、駒町（駒頭）などがある。

## 「城西」の読み方
明治時代に地名として「城西」が成立した際の読み方は「しろにし」であったが、1965年に住居表示が実施された際に「じょうせい」と改められた。しかし、その後も町内会の名称は「しろにし」のままとなり、他にも城西病院など古くからの施設名に「しろにし」の読みが残っている。こうした事情もあり、誤って「しろにし」ないし「じょうさい」などと読まれることもしばしばある。

## 歴史
- 1965年（昭和40年）9月1日 - 1丁目の一部と2丁目で住居表示実施。
- 1967年（昭和42年）7月1日 - 1丁目の一部で住居表示実施[4]。

## 世帯数と人口
2018年（平成30年）10月1日現在の世帯数と人口は以下の通りである。
| 丁目      | 世帯数  | 人口  |
| --------- | ------- | ----- |
| 城西1丁目 | 321世帯 | 644人 |
| 城西2丁目 | 77世帯  | 149人 |
| 計        | 398世帯 | 793人 |

## 主な施設
- 松本税務署
- 松本市小児科･内科夜間急病センター
- 松本市医師会館
- 松本城西郵便局
- 丸の内消防署
- 城西病院
- 丸の内ビジネス専門学校
- 松本情報工科専門学校